# Linus Forslund
Linus Forslund, född 30 november 1988, är en svensk bandyspelare, som spelar i Sandvikens AIK. Han är son till bandytränaren Joakim Forslund, bror till Rasmus Forslund och Lucas Forslund. 

## Meriter
- Svensk mästare 2012 och 2014